# 17235 Ellawesson
17235 Ellawesson è un asteroide della fascia principale. Scoperto nel 2000, presenta un'orbita caratterizzata da un semiasse maggiore pari a 3,142154 UA e da un'eccentricità di 0,118998, inclinata di 17,304506° rispetto all'eclittica. Ha un diametro di 9,160 km.